# Tomás Gómez Franco
Tomás Gómez Franco (Enschede, 27 de març de 1968) és un polític espanyol, militant del Partit Socialista Obrer Espanyol. Va ser alcalde de la ciutat madrilenya de Parla entre 1999 i 2008. Des de 2007 és secretari general del Partit Socialista de Madrid-PSOE i fou el candidat del PSOE a les eleccions autonòmiques de Madrid de 2011. És llicenciat en Ciències Econòmiques.

## Biografia
Tomás Gómez va néixer als Països Baixos en el si d'una família d'immigrants, va arribar a Espanya amb la seva família quan amb prou feines explicava dos anys. Va estudiar en l'IES Enrique Tierno Galván de Parla i es va llicenciar en Ciències Econòmiques a la Universitat Complutense de Madrid especialitzant-se en Política Monetària i Sector Públic; posteriorment va iniciar estudis de doctorat amb una tesi sobre la gestió sanitària, encara no conclosa. Va militar en Joventuts Socialistes. Va ingressar en el PSOE el 1988, i va ser cap de llista d'aquest partit a l'alcaldia de Parla el 1999, després de guanyar les primàries socialistes en l'agrupació local.
Ha exercit diversos càrrecs tant en l'agrupació socialista de Parla com en el Partit Socialista de Madrid, en la Federació Madrilenya de Municipis i en el PSOE federal. Els més significatius són el càrrec de Secretari de Joventuts socialistes de Parla i el de Secretari General de l'Agrupació Socialista de Parla. Va ser membre de l'Executiva regional del PSM des de l'any 2000 fins al 2004. Va exercir la presidència de la Comissió de Sanitat de la Federació Madrilenya de Municipis, organisme del que també va ser Vicepresident.
Actualment, a més de Secretari General del Partit Socialista de Madrid, és portaveu socialista en l'Assemblea de Madrid i senador per Madrid.

## A l'Ajuntament de Parla
En les eleccions municipals de 1999 es va presentar per primera vegada com a candidat socialista a l'alcaldia de Parla i va aconseguir majoria simple amb el 41,17% dels vots, i 11 dels 25 regidors. Va ser alcalde durant aquesta legislatura. En les següents eleccions (2003), Gómez va aconseguir majoria absoluta, aconseguint el 75,35% dels vots, 20 dels 25 regidors i convertint-se l'alcalde més votat d'Espanya en municipis de més de 50.000 habitants.
En les següents eleccions municipals Gómez revalidà la majoria, obtenint un 74,43% dels vots i 20 regidors davant el PP dirigit per María del Rosario Carrasco.
El set de novembre de 2008 deixà el càrrec d'alcalde per a presentar-se com a candidat a la Presidència de la Comunitat de Madrid.

## En la Secretaria General dels socialistes madrilenys
Després dels mals resultats del Partit Socialista de Madrid-PSOE en les eleccions municipals i autonòmiques a la Comunitat de Madrid, que van portar a la dimissió del candidat a la presidència de la Comunitat i secretari general del PSM, Rafael Simancas Simancas, es va postular com a candidat a succeir-lo amb el suport d'alguns alcaldes socialistes del sud de la Comunitat de Madrid i de diversos càrrecs orgànics del partit. Al Congrés Extraordinari del PSM, celebrat els dies 27 i 28 de juliol de 2007, Gómez va ser escollitt nou Secretari General amb un 91% dels vots. Al Congrés Extraordinari del PSM celebrat el 27 de juliol de 2007 es va enfrontar al diputat regional José Cepeda i el regidor de l'Ajuntament de Madrid Manuel García-Hierro on després d'obtenir el 77% dels avals va ser triat Secretari General amb el suport del 91% dels vots.
El 7 de setembre de 2008 va ser reelegit en la Secretaria General del PSM amb el 85% dels vots, amb vista a convertir-se en el candidat socialista a la presidència de la Comunitat de Madrid en les eleccions de 2011. Durant el mandat subsegüent una de les seves actuacions més visibles va ser el trasllat de la seu central del PSM a l'edifici del Palau de la Premsa en la madrilenya Plaça del Callao.
Al XII Congrés del PSM celebrat els dies 2 a 4 de març de 2012 va ser reelegit Secretari General amb el 59% dels vots, enfront del 41% de la candidata Pilar Sánchez Acera.

## Candidat a la presidència de laComunitat de Madrid
El 9 d'agost de 2010 es va confirmar que se celebrarien eleccions primàries per triar el candidat a la presidència de la Comunitat Autònoma de Madrid pel PSM. Tomás Gómez, amb el suport de la major part del PSM i per personatges històrics de l'esquerra espanyola, com Gregorio Peces-Barba Juan Barranco Gallardo o Matilde Fernández, s'enfrontà en eleccions primàries a Trinidad Jiménez, fins a aquest moment titular del Ministeri de Sanitat amb el suport de diversos membres de la direcció federal del Partit Socialista. Finalment, el 3 d'octubre de 2010 es va confirmar que Tomás Gómez encapçalaria les llistes del PSM per a les eleccions autonòmiques de l'any següent. Va vèncer a Trinidad Jiménez per 558 vots. (El País) o 545 (ABC).
En les eleccions a l'Assemblea de la Comunitat de Madrid el 22 de maig de 2011, finalment la llista encapçalada per Gómez va obtenir el 26,5% dels vots i 36 escons, 6 menys que en 2007, el resultat més baix de la història del PSM.